# 突厥斯坦總督區
突厥斯坦總督區（羅馬化：Turkestanskoye general-gubernatorstvo）成立於1867年（首任總督為康斯坦丁·考夫曼），是俄羅斯帝國在征服突厥斯坦的西半部後所建立的總督區，故又称俄国突厥斯坦、西突厥斯坦，与中国突厥斯坦（或東突厥斯坦）和阿富汗突厥斯坦（或南突厥斯坦）相对应。
其管轄範圍覆蓋了哈薩克草原以南的綠洲地區（布哈拉汗國和希瓦汗國除外），首府為塔什干。
1917年二月革命后，称为突厥斯坦边区（Туркестанским краем），总督亞歷克塞·庫羅帕特金步兵上将继续被临时政府委任为突厥斯坦军区司令，直至1917年6月5日被全俄苏维埃中央执委会撤职逮捕（实际任期至1917年2月28日）。其后临时政府委任的突厥斯坦边区管理委员会主席为地方最高权力负责人： 
- 尼古拉·尼古拉耶维奇·谢普金（俄语：Щепкин, Николай Николаевич）（1917年4月7日—1917年5月25日）
- 弗拉基米尔·彼得罗维奇·纳利夫金（俄语：Наливкин, Владимир Петрович）（1917年6月6日—1917年9月14日）：九月事件中被兵工代表苏维埃推翻。

突厥斯坦军区司令:
- 安德烈·伊万诺维奇·基亚什科（俄语：Кияшко, Андрей Иванович）步兵中将（1917年4月—9月14日）
- 帕维尔·阿列克坎德罗维奇·卡罗维切夫（俄语：Коровиченко, Павел Александрович）（1917年9月25日—11月2日）

11月8日，塔什干苏维埃在十月革命后以和平投票推翻了突厥斯坦边区管理委员会。11月10日，突厥斯坦军区司令帕维尔·阿列克坎德罗维奇·卡罗维切夫将军率领留在塔什干的骑兵攻占了苏维埃的驻地自由宫。11月11日，西伯利亚步兵一个团打败了骑兵，卡罗维切夫投降被俘，苏维埃恢复掌权。1917年11月15日，突厥斯坦边区苏维埃第三次代表大会在塔什干召开，选出9人组成的临时执行委员会。
隨後改為突厥斯坦蘇維埃社會主義自治共和國，逐漸形成了吉爾吉斯、土庫曼、烏茲別克和塔吉克四個加盟共和國。蘇聯解體後，四國都得到了獨立。

## 下轄州（括號為州府）
- 錫爾河州（塔什干）
- 七河州（維爾諾）
- 澤拉夫尚軍區（撒馬爾罕，1887年改組為撒馬爾罕州）
- 外裏海州（阿什哈巴德，1899年自高加索總督區劃入）
- 費爾干納州（費爾干納，1876年自浩罕汗國劃入）

## 延伸阅读
- Pierce, Richard A. Russian Central Asia, 1867–1917 : a study in colonial rule (1960) online free to borrow
- Daniel Brower Turkestan and the Fate of the Russian Empire (London) 2003
- Wheeler, Geoffrey. The modern history of Soviet Central Asia  (1964). online free to borrow
- Eugene Schuyler Turkistan (London) 1876 2 Vols. online free
- G.N. Curzon Russia in Central Asia (London) 1889 online free
- Count K.K. Pahlen Mission to Turkestan (Oxford) 1964
- Seymour Becker Russia's Protectorates in Central Asia, Bukhara and Khiva 1865–1924 (Cambridge, Massachusetts) 1968
- Adeeb Khalid The Politics of Muslim Cultural Reform: Jadidism in Central Asia (Berkeley) 1997
- T.K. Beisembiev The Life of Alimqul (London) 2003
- Hisao Komatsu, The Andijan Uprising Reconsidered a: Symbiosis and Conflict in Muslim Societies: Historical and Comparative Perspectives, ed. by Tsugitaka Sato, Londres, 2004.
- Aftandil Erkinov. Praying For and Against the Tsar: Prayers and Sermons in Russian-Dominated Khiva and Tsarist Turkestan.Berlin: Klaus Schwarz Verlag, 2004 (=ANOR 16), 112 p.
- Aftandil S.Erkinov. The Andijan Uprising of 1898 and its leader Dukchi-ishan described by contemporary Poets' （页面存档备份，存于）' TIAS Central Eurasian Research Series No.3. Tokyo, 2009, 118 p.